# Кохистани
Кохистани — индоевропейский язык дардской ветви, распространённый в Кохистанской области, провинции Хайбер-Пахтунхва в Пакистане.
Классификация языка затруднена — иногда его считают целой группой языков, иногда — только диалектом языка шина.

## Распространение
Используется в восточной части Индийского Кохистана, в Пакистане, в районе долины Сват людьми, которые называют себя кохистанцами. Перевод самоназвания — люди гор.